# Хафельланд (историческая область)
Хафельланд (нем. Havelland) — это историческая область в немецком Бранденбурге.
Географически Хафельланд — это U-образная область, окруженная Хафелем между Ораниенбургом на северо-востоке и Риновом — на северо-западе. Северный конец Хафельланда образует реку Рин и Ринканал. В истории Бранденбурга Хафельланд представляет собой историческую область, которая лежит к югу от Пригница и Руппинер-Ланда.
Район Хафельланд охватывает центр Хафельланда. Кроме того, южную часть района Восточный Пригниц-Руппин с частью Ринлух, некоторые места в районе Потсдам-Миттельмарк, города Бранденбург и потсдамские районы к северу и берлинские районы к западу от Хафеля.
Хафельланд популярен среди туристов, однако он имеет некоторое разграничение. Оно включает в себя район Хафельланд, город Бранденбург-на-Гавеле и север района Потсдам-Миттельмарк, в том числе муниципалитеты к югу от Хафеля, которые в ином случае относятся к ландшафту Заухе.
Теодор Фонтане описывал Хафельланд, а также другие пейзажи Бранденбурга. Через балладу Господин фон Риббек о Риббеке в Хафельланде он помог этому региону завоевать особую репутацию, ведь там живёт его вымышленный персонаж Эффи Брист. Отдельный том Странствий по Марке Бранденбург посвящен Хафельланду.

## Ландшафт

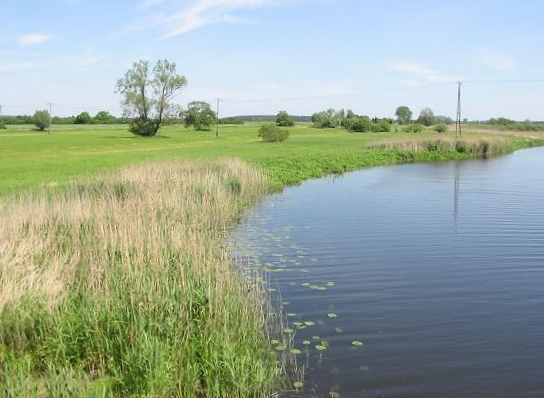
Пейзаж природного парка Восточный Хафельланд

Обширные первобытные долины определяют ландшафт в Хафельланде. Островоподобные возвышенности выступают из плит, несущих в основном наземные морены. Но также встречаются терминальные морены ледникового периода Заале и Вейкселя. Первые были более или менее образовались во время ледяного похода Вейкселя.
Песчаные, сухие плиты несут за исключением сельскохозяйственных угодий обширные лесные массивы. Самым крупным является плато Науен. К северу от него есть несколько небольших регионов. К западу от истока Хафеля лежит регион Шоллен.
В ледниковых долинах простираются к северу от плата Науен располагаются Хафельландский лух и Ринлух, отделенных друг от друга лэндхеном, к югу от плато Науен, располагается разделенная более мелкими моренными холмами Восточная хафельская низменность с многочисленными озерами Хафельзе. Особенно на севере Хафельланда обширные районы были осушены новыми каналами с 1700 по 1950 годы.
Западная часть области между Риновым и Прицербе принадлежит природному парку Восточный Хафельланд. Он располагается в низменности нижнего Хафеля в самом большом водно-болотном угодье в Западной Европе.

## Заселение
Хафельланд малонаселенный. На излучинах Хафеля развивались крупные города Шпандау (ныне Берлин), Потсдам, Бранденбург и Ратенов. Другими центральными местами Хафельланда являются Ринов, Премниц, Науэн и Фризак. Город Фалькензе с прилегающими деревнями быстро растет.

## Экономика и транспорт

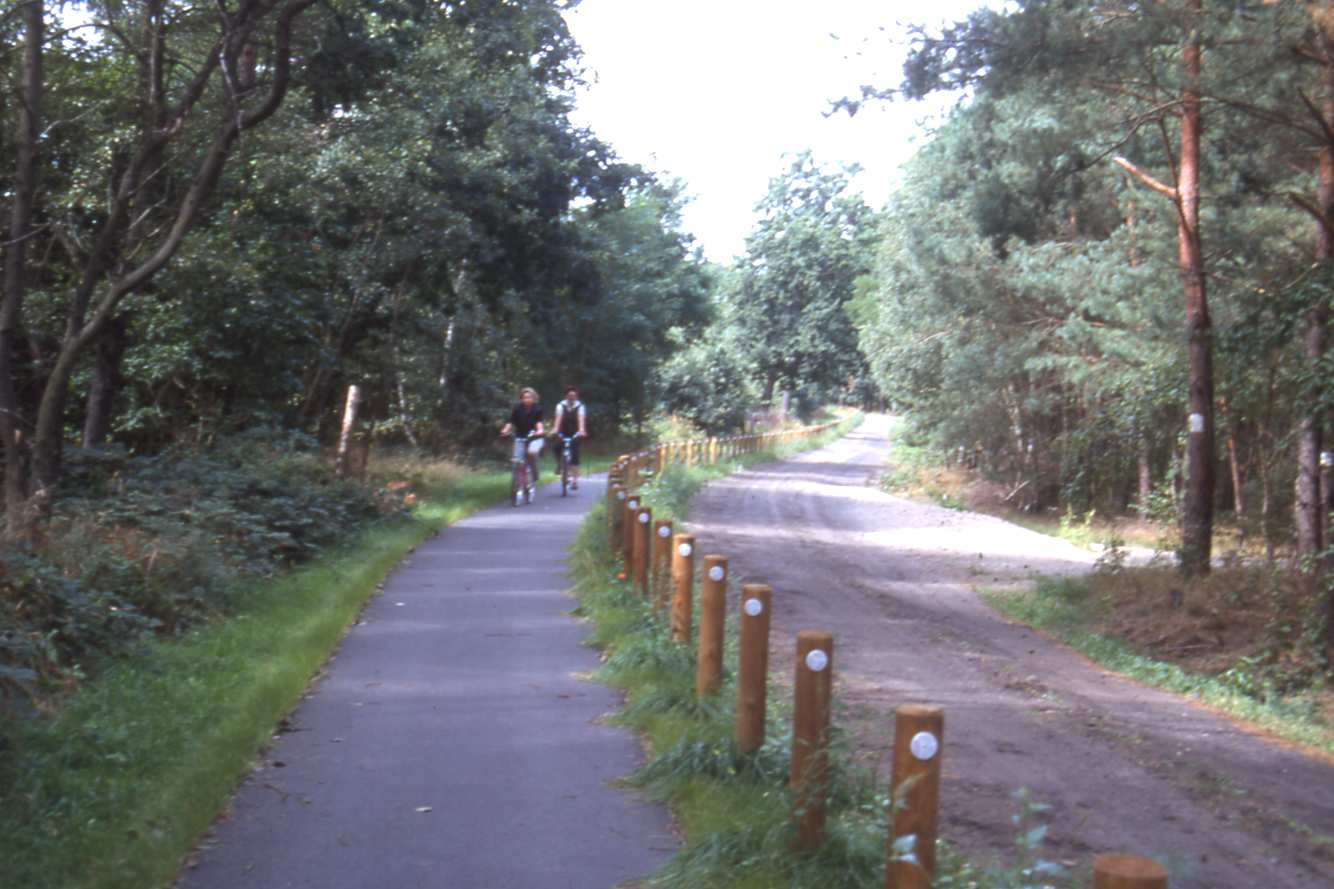
Хафельланд в Шенвальде-Глин

Сельское хозяйство и животноводство доминируют на больших территориях Хафельланда. Особенно вокруг Вердера распространено выращивание фруктов и овощей. Здесь также происходит переработка соков, фруктовых и овощных консервов. Хафель и Хафельзе по-прежнему обеспечивают некоторых рыбаков средствами к существованию.
Туризм играет все более важную роль в Хафельланде, который является одной из рекреационных зон мегаполиса Берлина.
На окраине Берлина в Вустермарке был построен центр грузовых перевозок. В Шенвальде-Глин Бранденбургский выставочный и развлекательный центр предлагает возможности для проведения крупных ярмарок и мероприятий.
Проблема Хафельланда была и есть развитие транспорта. Хафель — это, с одной стороны, важный водный путь, особенно между Бранденбургом и Ораниенбургом, с другой стороны, он с его озёрами и большими заболоченными территориями является препятствием для автомобильных и железных дорог.
Основные дороги — B 5 из Берлина через Науэн в направлении Гамбурга, от которого B 188 ответвляется до Ратенова. Касательные север-юг — это B 102 из Бранденбурга через Ратенов в Ринов, а на востоке кольцевая автомагистраль A10 в Берлине. Из Шпандау через Хафельланд проходят две железнодорожные линии с высокоскоростным движением. Это маршруты Берлин-Гамбург через Науэн и Лертер-Бан через Ратенов. На западе Бранденбургская городская железная дорога соединяет Бранденбург с Ратеновом. На востоке берлинское внешнее кольцо затрагивает данную область.
К западу от Науэна в месте Паулиененауэ или Биенфарм находится спортивный аэродром Биенфарм. В дополнение к обычным спортивным самолётам и парашютной группе также размещены многочисленные старинные автомобили. Клуб классических автомобилей Quax действует здесь с 2000-х годов и организует регулярные мероприятия вместе с оператором аэропорта.